# Finca rural y museo Winterthur
La Finca rural y museo Winterthur (en inglés: Winterthur Museum and Country Estate) es una mansión, jardín botánico, arboreto y museo de 979 acres (3.96 km²) ubicado en Winterthur, Delaware. 
Desde el año 2011 alberga una de las colecciones más importantes de Americana en los Estados Unidos de América. Fue la anterior residencia de Henry Francis du Pont (1880-1969), un reconocido coleccionista de antigüedades y horticultor. Solo recientemente es reconocido como el "Henry Francis DuPont Winterthur Museum".
Los jardines están abiertos todos los días de la semana y fines de semana sin cargo alguno.

## Historia
A inicios del siglo XX H. F. du Pont y su padre, Henry Algernon du Pont, concibieron Winterthur en el espíritu de las casas de campo europeas de los siglos 18 y 19. El más joven du Pont añadió a la casa muchas veces después de eso numerosas habitaciones en seis ocasiones más. Después fundó el edificio principal como museo público en 1951, y se trasladó a vivir a un edificio más pequeño en la finca.
Winterthur se ubica en unos terrenos de 979 acres (4 km²), cerca del Brandywine Creek, con 60 acres (0.2 km²) de jardines naturalistas. La totalidad del terreno es de 2.500 acres (10 km²) donde además hay una lechería de cuando du Pont funcionó como una casa de campo.
Inicialmente, un coleccionista de arte europeo y de artes decorativas a finales de 1920,  H. F. du Pont más adelante se interesó en las antigüedades del arte americano. Posteriormente, se convirtió en una colección muy importante de artes decorativas estadounidenses, basándose en la finca Winterthur para albergar su colección, laboratorios de conservación, y las oficinas administrativas.
El museo dispone de 175 habitaciones de exhibición por período con aproximadamente 85.000 objetos expuestos. La mayoría de ellas están abiertas al público en visitas guiadas de grupos pequeños. La colección abarca más de dos siglos de artes decorativas estadounidenses, sobre todo desde 1640  hasta 1860, y contiene algunas de las más importantes piezas de bellas artes y de mobiliario americano. La Biblioteca Winterthur incluye más de 87.000 volúmenes y manuscritos, con aproximadamente 500.000 imágenes, en su mayoría relacionados con las artes decorativas, la arquitectura y la historia de Estados Unidos. La instalación también cuenta con unos amplios equipamientos enfocados en la conservación, investigación y educación.
En la década de 1990, las galerías de los museos más informales se abrieron en un nuevo edificio adyacente a la casa principal, ya que cuenta con exposiciones transitorias y permanentes. El museo también alberga al Programa de Winterthur de la Cultura Material Americana y el Programa de Conservación de Arte de Winterthur en colaboración con la Universidad de Delaware.
El museo tiene su nombre por la ciudad de Winterthur (en Suiza), el hogar ancestral de Jacques Antoine Bidermann, un yerno de Eleuthère Irénée du Pont, el fundador de la  familia du Pont y fortuna en los Estados Unidos.

## Equipamientos

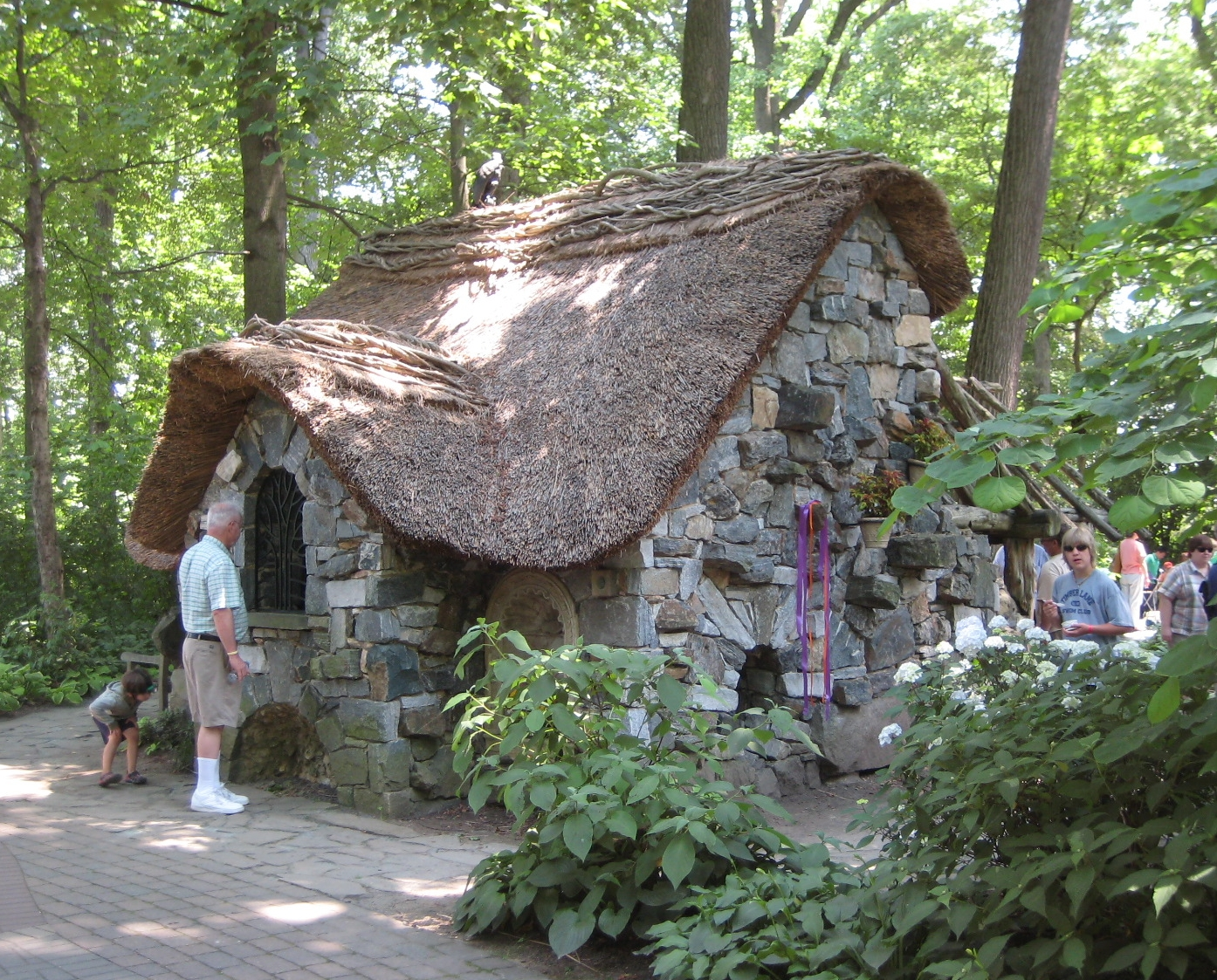
Una casa de campo en piedra en la sección del "Enchanted Garden" (Jardín encantado), abierto en 2001 y generalmente visitado por familias con niños.

- Main museum (Museo principal) (saladas de los periodos y oficinas), 96,582 pies cuadrados (8,970 m²)
- The Cottage (La casa de campo) (hogar de H. F. du Pont después de abrir el museo), 21,345 pies cuadrados (1,980 m²)
- The Galleries (Las galerías) 35000 pies cuadrados (3,300 m²), 22000 pies cuadrados (2,000 m²) de áreas de exhibiciones.
- Research Building (Edificio de investigación) 68,456 pies cuadrados (6,340 m²)
- Visitors Center (Centro de visitantes) 18,755 pies cuadrados (1,742 m²)